# Модель Эрдёша — Реньи
Модель Эрдёша — Реньи — это одна из двух тесно связанных моделей генерации случайных графов. Модели названы именами математиков Пала Эрдёша и Альфреда Реньи, которые первыми представили одну из моделей в 1959 году, в то время как Эдгар Гильберт предложил другую модель  одновременно и независимо от Эрдёша и Реньи.  В модели Эрдёша и Реньи все графы с фиксированным набором вершин и фиксированным набором рёбер одинаково вероятны. В модели, предложенной Гильбертом, каждое ребро имеет фиксированную вероятность присутствия или отсутствия, независимую от других рёбер. Эти модели можно использовать в вероятностном методе для доказательства существования графов, удовлетворяющих различным свойствам или для обеспечения точного определения, это для свойства понимается, что оно выполняется для почти всех графов.

## Определение
Имеется две тесно связанные варианта модели Эрдёша — Реньи случайного графа.

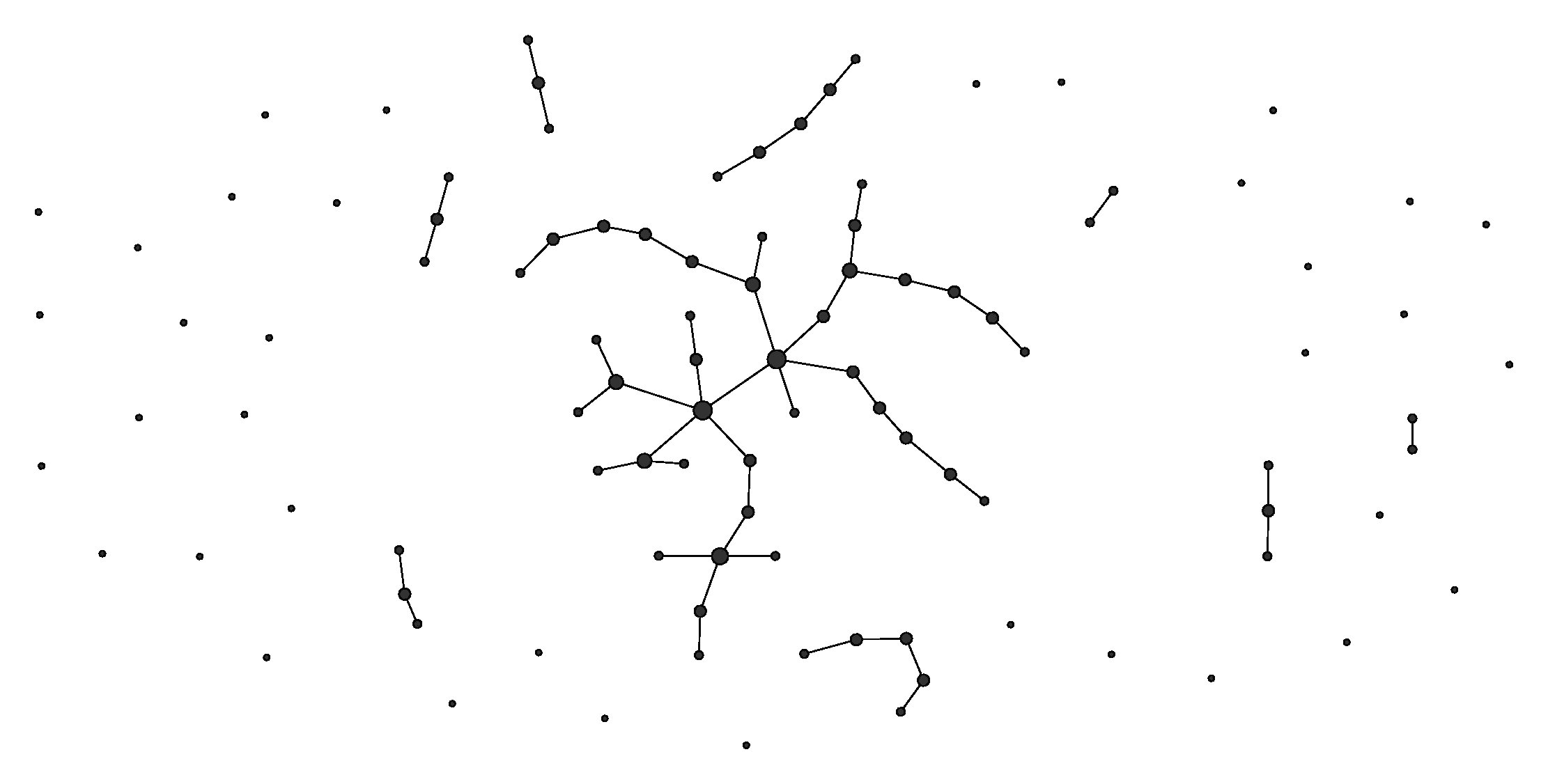
Граф, сгенерированный биномиальной моделью Эрдёша — Реньи (p = 0,01)

- В модели {\displaystyle G(n,M)} граф выбирается однородно и случайно из набора всех графов, которые имеют n вершин и M рёбер. Например, в модели {\displaystyle G(3,2)} каждый из трёх возможных графов с тремя вершинами и двумя рёбрами выбираются с вероятностью 1/3.
- В модели {\displaystyle G(n,p)} граф строится путём случайного добавления рёбер. Каждое ребро включается в граф с вероятностью p независимо от остальных рёбер. Эквивалентно, все графы с n узлами и M рёбрами имеют одинаковую вероятность.

{\displaystyle p^{M}(1-p)^{{n \choose 2}-M}.}
Параметр p в этой модели можно рассматривать как функцию веса. По мере роста p от 0 к 1 модель включает с большей вероятностью графы с бо́льшим числом рёбер. В частности, случай p=0,5 соответствует случаю, когда все {\displaystyle 2^{\binom {n}{2}}} графы с n вершинами будут выбраны с равной вероятностью.
Поведение случайных графов часто изучается в случае, когда n, число вершин графа, стремится к бесконечности.  Хотя p и M могут быть в этом случае как фиксированными, так могут и зависеть от функции от n. Например, утверждение
Почти все графы в {\displaystyle G(n,2ln(n)/n)} связны
означает
При стремлении n к бесконечности вероятность, что граф с n вершинами и вероятностью включения ребра 2ln(n)/n связен, стремится к 1.

## Сравнение двух моделей
Математическое ожидание числа рёбер в {\displaystyle G(n,p)} равно {\displaystyle {\tbinom {n}{2}}p} и по закону больших чисел любой граф в {\displaystyle G(n,p)} будет почти наверняка иметь примерно это число рёбер. Поэтому, грубо говоря, если {\displaystyle pn^{2}\to \infty }, то G(n,p) должен вести себя подобно G(n, M) с {\displaystyle M={\tbinom {n}{2}}p} при росте n.
Для многих свойств графа это имеет место. Если P является любым свойством графа, которое монотонно по отношению к упорядочению подграфов (это означает, что если A есть подграф графа B и A удовлетворяет P, то B будет удовлетворять также P), то утверждения «P имеет место для почти всех графов в {\displaystyle G(n,p)}» и «P имеет место для почти всех графов в {\displaystyle G(n,{\tbinom {n}{2}}p)}» эквивалентны (при {\displaystyle pn^{2}\to \infty }). Например, это выполняется, если P есть свойство быть связным, или если P есть свойство иметь гамильтонов цикл.  Однако это не будет обязательно выполняться для немонотонных свойств (например, свойство иметь чётное число рёбер).
На практике, модель {\displaystyle G(n,p)} одна из наиболее используемых сегодня, частично из-за простоты анализа, которую даёт независимость рёбер.

## Свойства графаG(n,p){\displaystyle G(n,p)}
С вышеприведёнными обозначениями граф в {\displaystyle G(n,p)} имеет в среднем {\displaystyle {\tbinom {n}{2}}p} рёбер. Распределение степени вершин биномиально:
{\displaystyle P(\deg(v)=k)={n-1 \choose k}p^{k}(1-p)^{n-1-k},}
где n равно общему числу вершин в графе. Поскольку
{\displaystyle P(\deg(v)=k)\to {\frac {(np)^{k}\mathrm {e} ^{-np}}{k!}}} при {\displaystyle n\to \infty } и {\displaystyle np={\text{constant}},}
это распределение является распределением Пуассона для больших n и np=константе.
В статье 1960 года Эрдёша и Реньи описали поведение {\displaystyle G(n,p)} очень точно для различных значений p. Их результаты включают:
- Если np < 1, то граф в {\displaystyle G(n,p)} не будет почти наверняка иметь связных компонент размера, большего O(log(n)).
- Если np=1, то граф в {\displaystyle G(n,p)} будет почти наверняка иметь большие компоненты, размер которых порядка n2/3.
- Если {\displaystyle np\to c>1}, где c является константой, то граф в {\displaystyle G(n,p)} будет почти наверняка иметь единственную гигантскую компоненту, содержащую положительную долю вершин. Никакая другая компонента не будет иметь более чем O(log(n)) вершин.
- Если {\displaystyle p<{\tfrac {(1-\varepsilon )\ln n}{n}}}, то граф в {\displaystyle G(n,p)} будет почти наверняка содержать изолированные вершины, а потому будет несвязным.
- Если {\displaystyle p>{\tfrac {(1+\varepsilon )\ln n}{n}}}, то граф в {\displaystyle G(n,p)} будет почти наверняка связен.

Таким образом, {\displaystyle {\tfrac {\ln n}{n}}} является точной пороговой вероятностью для связности {\displaystyle G(n,p)}.
Дальнейшие свойства графа могут быть описаны почти точно при стремлении n к бесконечности. Например, существует k(n) (примерно равный 2log2(n)), такой, что наибольшая клика в {\displaystyle G(n,0,5)} имеет почти наверняка либо размер k(n), либо {\displaystyle k(n)+1}.
Тогда, хотя задача нахождения размера наибольшей клики в графе NP-полна, размер наибольшей клики в «типичном» графе (согласно этой модели) хорошо понятен.
Двойственные по рёбрам графы графов Эрдёша — Реньи являются графами с почти теми же распределениями степеней, но с корреляцией степеней и существенно более высоким коэффициентом кластеризациеи.

## Отношение к перколяции
В теории перколяции исследуется конечный или бесконечный граф и случайно удаляются рёбра (или связи). Тогда процесс Эрдёша — Реньи, фактически, является невзвешенной перколяцией на полном графе. Так как теория перколяции имеет глубокие корни в физике, большое число исследований было сделано для решёток в евклидовых пространствах. Переход при np=1 от гигантской компоненты к малой компоненте имеет аналоги для этих графов, но для решёток точку перехода трудно определить. Физики часто говорят об изучении полного графа как о методе самосогласованного поля. Тогда процесс Эрдёша — Реньи является случаем среднего поля перколяции.
Некоторые существенные работы были сделаны также для перколяции на случайных графах. С физической точки зрения модель остаётся моделью среднего поля, так что мотивировка исследований часто формулируется в терминах устойчивости графа, рассматриваемого как сеть коммуникации. Пусть дан случайный граф с {\displaystyle n\gg 1} узлами со средней степенью <k>. Удалим долю {\displaystyle 1-p'} узлов и оставим долю p′ сети. Существует критический порог просачивания {\displaystyle p'_{c}={\tfrac {1}{\langle k\rangle }}}, ниже которого сеть становится фрагментированной, в то время как выше порога {\displaystyle p'_{c}} существует гигантская связная компонента порядка n. Относительный размер гигантской компоненты {\displaystyle P_{\infty }} задаётся формулой.
{\displaystyle P_{\infty }=p'[1-\exp(-\langle k\rangle P_{\infty })].\,}

## Предупреждения
Главные предположения обеих моделей {\displaystyle G(n,p)} (что рёбра независимы и что каждое ребро одинаково вероятно) могут быть неприемлемыми для моделирования некоторых явлений реальной жизни. В частности, распределение степеней вершин графов Эрдёша — Реньи не имеет тяжёлых хвостов распределения, в то время как считается, что распределение имеет тяжёлый хвост во многих реальных сетях. Более того, графы Эрдёша — Реньи имеют низкую кластеризацию, что не имеет место во многих социальных сетях. Для популярных альтернатив моделей см. статьи Модель Барабаши — Альберт и Модель Уаттса и Строугэтса. Эти альтернативные модели не являются процессами перколяции, а вместо этого являются моделями роста и перемонтажа, соответственно. Модель взаимодействия сетей Эрдёша — Реньи недавно развивали Булдырев с соавторами.

## История
Модель {\displaystyle G(n,p)} первым предложил Эдгар Гильберт в статье 1959 года изучая упомянутый выше порог связности. Модель {\displaystyle G(n,M)} предложили Эрдёш и Реньи в их статье 1959 года.  Как и в случае Гильберта, они исследовали связность {\displaystyle G(n,M)}, а более детальный анализ был проведён в 1960 году.

## Вариации и обобщения
- Графон (теория графов) — более общая модель случайного графа.

- Граф Радо, образованный расширением модели {\displaystyle G(n,p)} на графы со счётным числом вершин. В отличие от конечного случая, результат этого бесконечного процесса является (с вероятностью 1) тем же графом с точностью до изоморфизма.

- Модель Барабаши — Альберт.